# UFC: Fight for the Troops
 UFC: Fight for the Troops (conosciuto anche come UFC Fight Night 16), è stato un evento di arti marziali miste tenuto dalla Ultimate Fighting Championship il 10 dicembre 2008 al Cumberland County Crown Coliseum di Fayetteville, negli Stati Uniti.

## Risultati
|                  | Divisione               |                  |                 |                   | Metodo                                  | Round           | Tempo           | Premio          |
| Card Principale  | Card Principale         | Card Principale  | Card Principale | Card Principale   | Card Principale                         | Card Principale | Card Principale | Card Principale |
| ---------------- | ----------------------- | ---------------- | --------------- | ----------------- | --------------------------------------- | --------------- | --------------- | --------------- |
|                  | Pesi welter             | Josh Koscheck    | batte           | Yoshiyuki Yoshida | KO (pugno)                              | 1               | 2:15            | KOTN            |
|                  | Pesi welter             | Mike Swick       | batte           | Jonathan Goulet   | KO (pugni)                              | 1               | 0:33            |                 |
|                  | Pesi mediomassimi       | Steve Cantwell   | batte           | Razak Al-Hassan   | Sottomissione tecnica (armbar)          | 1               | 4:04            | SOTN            |
|                  | Pesi medi               | Tim Credeur      | batte           | Nate Loughran     | KO (infortunio alle costole)            | 2               | 5:00            |                 |
|                  | Pesi leggeri            | Jim Miller       | batte           | Matt Wiman        | Decisione unanime (30–27, 30–26, 30–27) | 3               | 5:00            | FOTN            |
| Card Preliminare |                         |                  |                 |                   |                                         |                 |                 |                 |
|                  | Catchweight (173.5 lbs) | Luigi Fioravanti | batte           | Brodie Farber     | Decisione unanime (30-27, 30-27, 30-27) | 3               | 5:00            |                 |
|                  | Pesi welter             | Steve Bruno      | batte           | Johnny Rees       | Sottomissione (rear-naked choke)        | 2               | 3:44            |                 |
|                  | Pesi welter             | Ben Saunders     | batte           | Brandon Wolff     | TKO (ginocchiate)                       | 1               | 1:49            |                 |
|                  | Pesi leggeri            | Dale Hartt       | batte           | Corey Hill        | TKO (frattura gamba)                    | 2               | 0:20            |                 |
|                  | Pesi massimi            | Justin McCully   | batte           | Eddie Sanchez     | Decisione unanime (29-28, 30-27, 30-27) | 3               | 5:00            |                 |

## Premi
I lottatori premiati ricevettero un bonus di 30.000 dollari.
Legenda:
- FOTN: Fight of the Night (vengono premiati entrambi gli atleti per il miglior incontro dell'evento)
- KOTN: Knockout of the Night (viene premiato il vincitore per il migliore knockout dell'evento)
- SOTN: Performance of the Night (viene premiato il vincitore per la migliore sottomissione dell'evento)